# 즈엉민쩌우현
즈엉민쩌우현(베트남어: Huyện Dương Minh Châu / 縣楊明珠)은 베트남 남동부 지방 떠이닌성의 현이다.

## 행정 구역
즈엉민쩌우현은 1시진 10사를 관할하고 있다.

### 시진
- 즈엉민쩌우 시진 (Thị trấn Dương Minh Châu, 楊明珠市鎭)

### 사
- 바우낭 사 (Xã Bàu Năng, 保能社)
- 벤끄이 사 (Xã Bến Củi, 𤅶檜社)
- 꺼우커이 사 (Xã Cầu Khởi, 梂起社)
- 짤라 사 (Xã Chà Là, 茶羅社)
- 록닌 사 (Xã Lộc Ninh, 祿寧社)
- 판 사 (Xã Phan, 潘社)
- 프억민 사 (Xã Phước Minh, 福明社)
- 프억닌 사 (Xã Phước Ninh, 福寧社)
- 수오이다 사 (Xã Suối Đá, 帥多社)
- 쭈옹밋 사 (Xã Truông Mít, 中蔑社)

## 갤러리

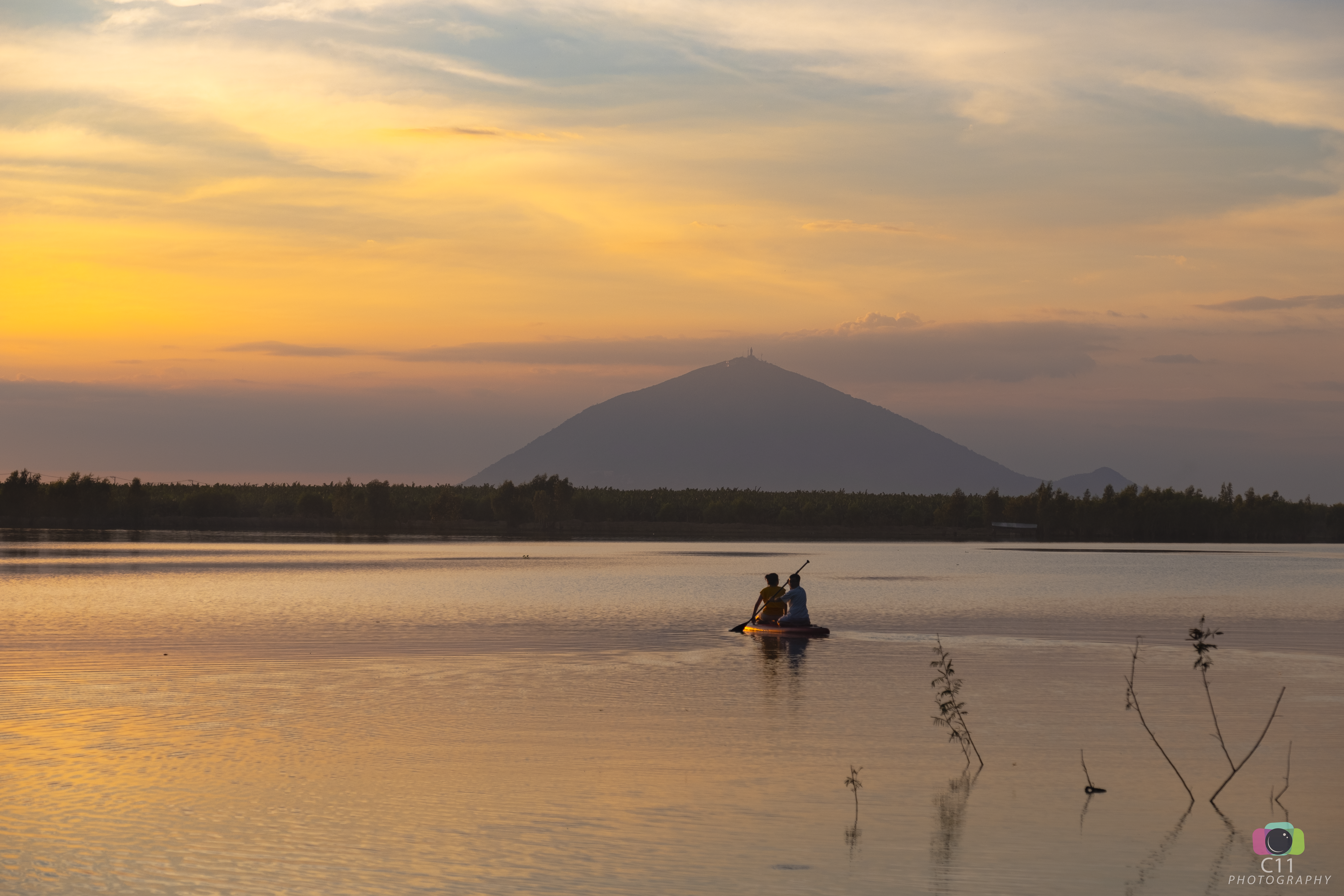
저우띠엥호